# Монастырь Святого Николая (Ла-Далмери)
Монастырь Святого Николая (фр. Le Monastère Orthodoxe Saint-Nicolas) — православный мужской монастырь Галльской митрополии Константинопольского патриархата. Расположен во Франции в местечке Ла-Далмери, в департаментах Эро и Аверон.

## История
Монастырь был основан в 1962 году в муниципалитете Монбризон в департаменте Дром, недалеко от Вальреа. Отсутствие возможности к расширению обители, подвигли насельников найти другое место в местечке Ла-Далмери, в департаментах Эро и Аверон, в 85 км к западу от города Монпелье и в 60 км к северо-востоку от Безье. 21 ноября 1965 года монастырь переехал на новое место.
26 мая 1990 года митрополит Галльский Иеремия (Каллийоргис) совершил чин освящения закладного камня Успенского собора монастыря, спроектированного греческим архитектором Георгием Аксиотисом (Georges Axiotis) и консультации насельника обители архимандрита Марка. Строительные работы осуществил греческий предприниматель Панайотис Пассас. Храм, построенный с элементами византийского и романского стилей был готов 20 декабря 1995 года.
В 1992 году основатель монастыря игумен Венедикт (Benoit) к 30-летию со дня основания обители был удостоен сана архимандрита. 14 мая 2000 года он вышел на покой и проживает в основанном им монастыре, а новым настоятелем был избран архимандрит Гавриил. В монастыре также проживают 7 монахов, которые исполняют весь круг богослужения на французском языке.
В 1997 году в монастыре было построено несколько современных зданий для развития сельскохозяйственной деятельности и животноводства в соответствие с европейскими стандартами.

## Настоятели
- Венедикт, архимандрит (1962—2000)
- Гавриил, архимандрит (с 14 мая 2000 года)